# Puits-et-Nuisement
Puits-et-Nuisement är en kommun i departementet Aube i regionen Grand Est (tidigare regionen Champagne-Ardenne) i nordöstra Frankrike. Kommunen ligger  i kantonen Essoyes som ligger i arrondissementet Troyes. År 2022 hade Puits-et-Nuisement 201 invånare.

## Befolkningsutveckling
Antalet invånare i kommunen Puits-et-Nuisement
Referens: INSEE